# Тихуанская библия

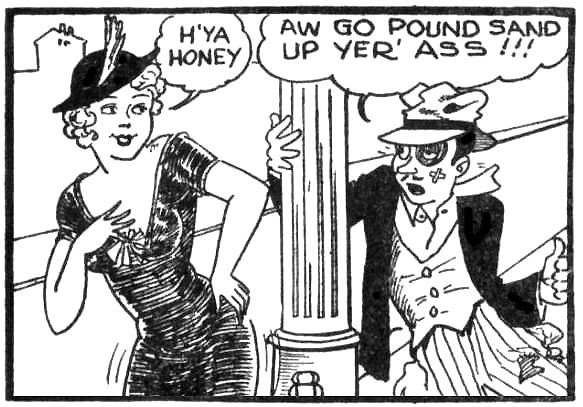
Финальная страница комикса «Крис Красти»

Тихуанские библии (также известные как восьмистраничники, книги Тилли-и-Мак, книги Джиггс-и-Мэгги, книги йо-йо, блюсы и грэй-беки) — маленькие, размером с ладонь, порнографические комиксы, выпускавшиеся в США c 1920-х до начала 1960-х годов. Их популярность достигла своего пика в эпоху Великой депрессии.
Большинство тихуанских библий являлись непристойными пародиями на популярные газетные комиксы дня, такие как «Блонди», «Барни Гугл»[en], «Мун Маллинс»[en], «Попай», «Тилли труженик»[en], «Ребята Кацерджамер»[en], «Дик Трейси»[en], «Сиротка Энни»[en] и «Воспитывающий Отец»[en]. В других тихуанских библиях фигурировали популярные спортсмены и кинозвёзды, как Мэй Уэст и Джо Луис, иногда с изменёнными именами. До войны практически все истории были представлены с юмором и часто являлись мультяшными версиями различных грязных шуток, известных на протяжении десятилетий.
Художники, авторы и издатели данных комиксов, как правило, неизвестны, так как их публикация была незаконной, подпольной и анонимной. Качество комиксов также варьируется. Типичная «библия» представляла собой восьмипанельный комикс размерами 2,5 × 4 дюйма (примерно 7 × 10,5 сантиметра) с чёрно-белой печатью на дешёвой белой бумаге.
Тихуанские библии содержали этнические стереотипы, распространенные в популярной культуре того времени. Тем не менее одна библия Тихуаны («Ты нацист») заканчивалась на серьезной ноте кратким посланием издателя к немцам, в котором заключался призыв о большей терпимости к евреям.
Формат серии из десяти книг был продиктован ограничениями печатного оборудования, позволявшего набирать десять заголовков одновременно на большом листе, который затем разрезали на полосы. собирали и сшивали. Как правило, каждые пару месяцев выходил новый набор из десяти панелей, нарисованных одним и тем же художником, с участием десяти мультипликационных персонажей или знаменитостей. В течение нескольких месяцев в 1935 году Элмер Зилч и его издатели экспериментировали с десятистраничным форматом, выпуская комиксы с двухцветными обложками в четырех комплектах по восемь штук плюс один комплект из десяти (серия «Продавцы») в восьмистраничном формате. Каждая панель в этой серии была заключена в орнаментированную рамку, замысловатую арабеску, возможно, предназначенную для защиты от подделок, поскольку ее было трудно воспроизвести. Эта серия стала известна коллекционерам под названием «Украшенные фризы». Только 42 библии были выпущены в этом стиле, и большинство из них вскоре были переизданы в усеченных восьмистраничных версиях. Часто добавленные две страницы Зилч заполнял отсебятиной, чтобы не оставлять их пустыми.
Помимо мультперсонажей и знаменитостей во многих библиях фигурируют безымянные стандартные персонажи: таксисты, пожарные, коммивояжеры, дочери фермера, мороженщики, горничные и т. п. Очень немногие оригинальные повторяющиеся персонажи были созданы специально для библий; одним из них был нарисованный Мистером Пролификом Fuller Brush Man, коммивояжер фирмы Fuller Brush Company по имени Тед. Он появился в серии из десяти эпизодических восьмистраничных приключений. Для многих коллекционеров эта серия была особенно ценной как содержащая все характерные черты тихуанских библий.